# Lovie Austin
Pour les articles homonymes, voir Austin et Calhoun.
Lovie Austin, de son vrai nom Cora Calhoun, est une pianiste, chef d'orchestre, compositrice et arrangeuse américaine de blues et de jazz née le 19 septembre 1887 à Chattanooga (Tennessee) et décédée le 10 juillet 1972 à Chicago.

## Biographie

### Enfance et adolescence
Née Cora Taylor, Lovie Austin est la fille d'un professeur de musique vivant à New York. Elle étudie la musique au Knoxville College dans le Tennessee, puis au Roger Williams Collège à Nashville. 

### Carrière
Elle tourne beaucoup, notamment dans le circuit T.O.B.A., avant de s'installer à Chicago où elle est directrice musicale au Monogram Theatre. Elle enregistre de façon prolifique dans les années 1920 en tant que pianiste maison pour Paramount Records, fournissant accompagnement de piano ou d'orchestre pour de nombreuses chanteuses de blues classique, dont Ida Cox, Ma Rainey, Ethel Waters et Alberta Hunter.
Elle compose Down Hearted Blues, un succès pour Bessie Smith en 1923. Son groupe, The Blues Serenaders, voit passer parmi ses membres les musiciens Johnny Dodds, Kid Ory, Tommy Ladnier ou encore Jimmie Noone.
La pianiste Mary Lou Williams cite Lovie Austin comme étant sa plus grande influence. 

## Discographie
- Steppin' on The Blues (1924)
- Southern Blues, coécrit avec Ma Rainey (1924)
- Gallon Stomp (1924)
- Heebie Jeebies (1925)
- Travelling Blues (1925)
- Frog Tongue Stomp (1926)
- Rampart Street Blues (1926)